# Valley Stream
Valley Stream – wieś w Stanach Zjednoczonych, w stanie Nowy Jork, w hrabstwie Nassau na Long Island.